# Sadská
Sadská é uma cidade checa localizada na região da Boêmia Central, distrito de Nymburk.